# جيش قرطاج
الجيش القرطاجي، تعد من الجيوش العظمى في العالم القديم. على الرغم من أن الأسطول القرطاجي كان القوة الضاربة، كان للجيش اليد الطولى في بسط السلطان القرطاجي على بلاد المغرب والجزيرة الإيبيرية من القرن السادس قبل الميلاد إلى القرن الثالث قبل الميلاد. كما وملكوا سردانية وجزائر البليار. هذا الإتساع، والحدود المترامية، والبحر يحول بينهم وبين الأقاليم في الشمال كإيبارية وجزائر البحر المتوسط أدى بهم أن يعتمدون على الأجناس المغلوبة في الجندية - مثل القلط والبربر وأهل إيبارية -.
يتكون الجيش القرطاجي من الرجالة الخفيفة والمدججة، وآلات الحصار، ومناششات، والفرسان، والفيلة وعربات حرب. إمارة الجيش كانت في الصوفيتس المدنيين حتى القرن الثالث قبل الميلاد. بعد ذلك، صار مجلس الشيوخ يجعلون لواء الجيش وقيادتة من الجنود والعساكر.
نازعت جيوش قرطاج اليونان طمعاً في جزيرة صقلية. وقد أجبرت هذه الوقائع القرطاجيين على تحسين أسلحتهم وتكتيكاتهم، فأعتمدوا على الطراز اليوناني: جندي هوبليت يقاتل في تشكيل الكتائب. ومع ذلك، واجهت آلة الحرب القرطاجية التحدي الأكبر في الجيش من الجمهورية الرومية في الحروب البونيقية. وبينما غلب الرومانيين أهل قرطاج في عام 146 ق.م، وقد أبلا الجيش بلاءًا عظيماً بقيادة حملقار برقة وولدة حنبعل.

## نظرة عامة
نظرة عامة
وكان الأمر المثير للإعجاب في هذا الجيش هو تكوينه؛ على عكس معظم الممالك الأخرى في البحر الأبيض المتوسط، كان الجيش يتكون من الأجانب في حين أن الأسطول كان فية عددٌ من أهل قرطاج والفينيقيين. تفتقر قرطاج للمشاة المواطنين، مما يتطلب جيشها تتألف أساسا من القوات الأجنبية، ولا سيما الإيباريين، والكلتيين، واليونانيين، والبربر، والزنوج. إلا أن أصولها الفينيقية منحت قرطاج تاريخا طويلا كشعب بحري. بالإضافة إلى ذلك، في حين أن البحرية كانت قوة المأهولة بشكل دائم، فإن الجيش لن يتم تجنيد إلا لحملة معينة ومن ثم تسريحهم. فقط عندما تعرضت مدينة قرطاج نفسها للتهديد سيتم تجنيد المواطنين في خدمة المشاة.
المؤلفون القدامى، مثل بوليبيوس وليفي، يميلون إلى التأكيد على اعتماد قرطاج على وحدات المرتزقة. غير أن مصطلح «المرتزق» مضلل عندما يطبق على الجيش القرطاجي بأكمله. في حين أن قرطاج لم توظف المرتزقة بالمعنى الحقيقي للكلمة، فإن استخدام قرطاج للمجندين الأفارقة والإيبيريين الأصليين لن يكونوا مرتزقة حقيقيين لأن هؤلاء الناس كانوا من موضوعات قرطاج. أيضا، كان جيش قرطاج يتألف من مجندين من حلفائها الذين يقاتلون من أجل قرطاج وفقا للمعاهدات الثنائية. على سبيل المثال، قدمت الممالك نوميديان وحدات الفرسان الخفيفة واسعة النطاق بسبب العلاقة الوثيقة بين الدولتين.